# Alcyoniina
Alcyoniina es un suborden de corales marinos que pertenecen al orden Alcyonacea, dentro de la clase Anthozoa. 
Enmarcados comúnmente entre los corales blandos, ya que carecen de esqueleto, como los corales duros del orden Scleractinia, por lo que no son corales hermatípicos. Forman colonias de pólipos, unidos por una masa carnosa de cenénquima, o tejido generado por ellos. Para darle consistencia, al carecer de esqueleto, su tejido contiene espículas de calcita.
Son octocorales cuya alimentación mayoritaria es fotosintética, por medio de las algas simbiontes zooxantelas y mediante la captura de plancton ayudados de sus tentáculos, en número de ocho, o múltiplos de ocho. También se alimentan por absorción de materia orgánica disuelta en el agua.
Este suborden contiene seis familias que se hallan casi exclusivamente en aguas del Pacífico, el océano Índico y el mar Rojo, con unas pocas especies en el Atlántico Este y ninguna en el Atlántico Oeste o el Caribe.

## Familias
Alcyoniina comprende las siguientes familias:
- Acrophytidae McFadden & van Ofwegen, 2017
- Alcyoniidae Lamouroux, 1812
- Aquaumbridae Breedy, van Ofwegen & Vargas, 2012
- Corymbophytidae McFadden & van Ofwegen, 2017
- Leptophytidae McFadden & van Ofwegen, 2017
- Nephtheidae Gray, 1862
- Nidaliidae Gray , 1869
- Paralcyoniidae Gray, 1869
- Xeniidae Ehrenberg, 1828